# Комсомолець (Волгоградська область)
Комсомолець (рос. Комсомолец) — село у Ніколаєвському районі Волгоградської області Російської Федерації.
Населення становить 897 осіб. Входить до складу муніципального утворення Ленінське сільське поселення.

## Історія
Село розташоване у межах українського історичного та культурного регіону Жовтий Клин.
Згідно із законом від 14 лютого 2005 року № 1006-ОД органом місцевого самоврядування є Ленінське сільське поселення.

## Населення
| 2010 | 2012 | 2013 |
| ---- | ---- | ---- |
| 915  | ↘911 | ↘897 |